# Extracts from the Film A Hard Day’s Night
Extracts from the Film A Hard Day’s Night — мини-альбом (EP), выпущенный группой «Битлз» 4 ноября 1964 года (номер по каталогам — GEP 8920). Данный альбом стал шестым мини-альбомом в официальной дискографии группы.
Альбом был выпущен также в Австралии, Испании, Новой Зеландии, Франции и Японии. Все композиции, вошедшие в альбом, были ранее включены в студийный альбом A Hard Day’s Night и звучали в фильме «Вечер трудного дня».

## Список композиций
Авторство всех песен приписано Леннону и Маккартни.
Сторона «А»
1. «I Should Have Known Better» — 2:44
2. «If I Fell» — 2:22

Сторона «Б»
1. «Tell Me Why» — 2:10
2. «And I Love Her» — 2:31

## Участие в британском чарте мини-альбомов
- Дата вхождения в чарт: 14 ноября 1964[2]
- Высшая позиция: 1 (две недели с 12 декабря, потом три недели с 9 января, потом ещё неделя с 6 февраля)[1]
- Всего времени в чарте: 30 недель[1][2]